# Universitat Rei Saüd
La Universitat Rei Saud (àrab : جامعة الملك سعود) és una universitat pública situada a Riad, Aràbia Saudita. Va ser fundada el 1957 pel rei Saüd bin Abdul Aziz com a la Universitat de Riad, com la primera universitat al regne dedicada a temes no religiosos. La universitat va ser creada per satisfer l'escassetat de treballadors qualificats a l'Aràbia Saudita. El seu nom es va canviar a la Universitat Rei Saüd el 1982.
El cos estudiantil de la institució consisteix en prop de 37.874 estudiants dels dos sexes. Estudiants anteriors inclouen el Príncep Mohamed bin Salman i el seu germà Turki bin Salman.
La segregació dels sexes va portar el 2014 a una tragèdia. Una estudiant va patir un atac de cor i les autoritats no van permetre acostar-s'hi sanitaris homes, i a causa de l'absència d'una ajuda mèdica instantània la universitària va morir.